# Giải bóng đá Hạng Nhất Quốc gia 2011
Giải vô địch bóng đá hạng nhất quốc gia 2011 - Cúp Tôn Hoa Sen (theo tên nhà tài trợ) diễn ra từ 20 tháng 1 đến 20 tháng 8 năm 2011.

## Thay đổi trước mùa giải
Danh sách các đội có sự thay đổi so với mùa 2010:
| Xuống hạng từ V-League 2010 - Mikado Nam Định Thăng hạng từ Giải hạng nhì 2010 - Kienlongbank Kiên Giang - Sài Gòn Xuân Thành[a] | Thăng hạng lên V-League 2011 - Hà Nội ACB Xuống hạng Giải hạng nhì 2011 - Hải Nhân Tiền Giang |

^[a] Xi măng Xuân Thành Hà Tĩnh mua lại suất thăng hạng của Hoà Phát V&V, chuyển địa bàn vào Thành phố Hồ Chí Minh và đổi tên thành Sài Gòn Xuân Thành.

### Thay đổi tên gọi
So với mùa giải trước, một số câu lạc bộ thay đổi nhà tài trợ nên thay đổi tên gọi:
- Megastar Nam Định đổi tên thành Mikado Nam Định rồi Nam Định, trước khi quay lại với tên Mikado Nam Định giữa mùa giải.[3]
- Quảng Nam-Xuân Thành đổi tên thành Bảo hiểm Thái Sơn Quảng Nam.
- Viettel bị CTCP Thể thao T&T mua lại và đổi tên thành CLB Hà Nội. Tuy nhiên, lứa trẻ của Viettel vẫn được duy trì và tham gia các giải trẻ, giải nghiệp dư.
- Hoà Phát V&V sáp nhập với Sài Gòn Xuân Thành.
- Nguyễn Hoàng Kiên Giang đổi tên thành Kienlongbank Kiên Giang.

## Các đội bóng
| Câu lạc bộ              | Địa điểm              | Sân nhà                   | Sức chứa | Huấn luyện viên   |
| ----------------------- | --------------------- | ------------------------- | -------- | ----------------- |
| An Giang                | Long Xuyên            | Sân vận động Long Xuyên   | 10,000   | Nhan Thiện Nhân   |
| SQC Bình Định           | Qui Nhơn              | Sân vận động Quy Nhơn     | 25,000   | Phan Tôn Quyền    |
| TDC Bình Dương          | Thủ Dầu Một           | Sân vận động Gò Đậu       | 18,250   | Nguyễn Minh Dũng  |
| XSKT Cần Thơ            | Cần Thơ               | Sân vận động Cần Thơ      | 50,000   | Huỳnh Ngọc San    |
| Đồng Nai Berjaya        | Biên Hòa              | Sân vận động Đồng Nai     | 5,000    | Trần Bình Sự      |
| CLB Hà Nội              | Hà Nội                | Sân vận động Hàng Đẫy     | 22,500   | Hoàng Văn Phúc    |
| Thành phố Hồ Chí Minh   | Thành phố Hồ Chí Minh | Sân vận động Thống Nhất   | 25,000   | Vjeran Simunić    |
| Huda Huế                | Huế                   | Sân vận động Tự Do        | 20,000   | Nguyễn Đức Dũng   |
| Kienlongbank Kiên Giang | Rạch Giá              | sân vận động Rạch Giá     | 10 000   | Lại Hồng Vân      |
| Mikado Nam Định         | Nam Định              | Sân vận động Thiên Trường | 30,000   | Nguyễn Ngọc Hảo   |
| Sài Gòn Xuân Thành      | Thành phố Hồ Chí Minh | Sân vận động Thống Nhất   | 25,000   | Lư Đình Tuấn      |
| BH Thái Sơn Quảng Nam   | Tam Kỳ                | Sân vận động Tam Kỳ       | 15,624   | Nguyễn Mạnh Cường |
| Than Quảng Ninh         | Hạ Long               | Sân vận động Lam Sơn      | 5,000    | Đinh Cao Nghĩa    |
| XM Fico Tây Ninh        | Tây Ninh              | Sân vận động Tây Ninh     | 20,000   | Phạm Anh Tuấn     |

### Cầu thủ ngoại binh và nhập tịch
| Câu lạc bộ              | Cầu thủ 1              | Cầu thủ 2                | Cầu thủ 3                          | Cầu thủ nhập tịch  | Cầu thủ cũ                               |
| ----------------------- | ---------------------- | ------------------------ | ---------------------------------- | ------------------ | ---------------------------------------- |
| An Giang                | Alex Karmo             | Ngoumou M.S. Zelateur    | Suleima O. Abdullahi               |                    |                                          |
| SQC Bình Định           | Cruz D. Jorgeluiz      | Andrew Uzoma Opara       | Ajoku Obinna                       | Amaobi             | Ozotite Smart Ejife                      |
| TDC Bình Dương          | Enennido De Jesus      | Nkemia Rim Marcelin      | Bernard Achaw                      |                    | Egbo Osita                               |
| XSKT Cần Thơ            | Uche Iheruome          | Tshamala A. Kabanga      | Alex W. Lima D. Oliveira           |                    | Romero Mario Antonio Nane Fortunat Herby |
| Đồng Nai Berjaya        | Bruno D. Gervasio      | Victor Santana           | Onome Sympson Sodje                |                    | Raphael D.S. Ferreira                    |
| CLB Hà Nội              | Leonel Ezequiel Felice | Yacoubou Fousseni Cherif | Laerte Rodrigues De Azevedo Junior |                    | Clayton Bezerra Leite                    |
| Thành phố Hồ Chí Minh   | Jackson Nogueira       | Ozotile Smart Otipe      | Cokolic Ivica Hrvatsko             |                    | Robson D. De Lima                        |
| Huda Huế                | Flavio Luiz            | Geoffrey Kizito          | Adelaja A. Adewale                 |                    | Gajic Goran Alejandro O.Insaurralde      |
| Kienlongbank Kiên Giang | Ganiyu Bolaji Oseni    | Kizito S.Lawrence        | Ibeji F. Tobechukwu                |                    | Attah Omoh                               |
| Mikado Nam Định         | M. Ejike Ikechukwu     | Gaspard                  | Emeka Ndubuisi Ogwike              |                    | Ikenna Rafael                            |
| Sài Gòn Xuân Thành      | Christian Nsi Amougou  | Ibrahim Juma             | Moses Oloya                        | Huỳnh Kesley Alves | Opara Andrew Uzoma                       |
| BH Thái Sơn Quảng Nam   | Bruno De S Barbosa     | Oyiboaga Moses Orhie     | Lucas A. A Guiherme                |                    | Carlos Alberto S Deus                    |
| Than Quảng Ninh         | Belibi Celestin Didier | Onyeky Philip Okoro      | Eduardo H. Furrier                 |                    |                                          |
| XM Fico Tây Ninh        | Eric H Muranda         | Nweze Chinedu            | Moreira A.Rodrigo. Anastacio       |                    | Moreira A.R. Anastacio                   |

## Bảng xếp hạng
| VT | Đội                         | ST | T  | H  | B  | BT | BB | HS  | Đ  | Thăng hạng hoặc xuống hạng    |
| -- | --------------------------- | -- | -- | -- | -- | -- | -- | --- | -- | ----------------------------- |
| 1  | Sài Gòn Xuân Thành (C, P)   | 26 | 15 | 9  | 2  | 65 | 35 | +30 | 54 | Thăng hạng V.League 2012      |
| 2  | Kienlongbank Kiên Giang (P) | 26 | 12 | 11 | 3  | 44 | 26 | +18 | 47 | Thăng hạng V.League 2012      |
| 3  | SQC Bình Định               | 26 | 13 | 6  | 7  | 31 | 18 | +13 | 45 |                               |
| 4  | Than Quảng Ninh             | 26 | 11 | 9  | 6  | 45 | 37 | +8  | 42 |                               |
| 5  | An Giang                    | 26 | 11 | 4  | 11 | 46 | 46 | 0   | 37 |                               |
| 6  | XSKT Cần Thơ                | 26 | 11 | 3  | 12 | 33 | 42 | −9  | 36 |                               |
| 7  | Đồng Nai Berjaya            | 26 | 9  | 9  | 8  | 34 | 35 | −1  | 36 |                               |
| 8  | CLB Hà Nội                  | 26 | 8  | 9  | 9  | 38 | 38 | 0   | 33 |                               |
| 9  | BHTS Quảng Nam              | 26 | 7  | 9  | 10 | 30 | 33 | −3  | 30 |                               |
| 10 | TDC Bình Dương              | 26 | 7  | 7  | 12 | 32 | 43 | −11 | 28 |                               |
| 11 | Thành phố Hồ Chí Minh       | 26 | 6  | 10 | 10 | 29 | 36 | −7  | 28 |                               |
| 12 | XM Fico Tây Ninh            | 26 | 7  | 6  | 13 | 34 | 38 | −4  | 27 |                               |
| 13 | Mikado Nam Định (R)         | 26 | 5  | 12 | 9  | 29 | 41 | −12 | 27 | Xuống hạng Giải hạng nhì 2012 |
| 14 | Huda Huế (R)                | 26 | 4  | 8  | 14 | 31 | 51 | −20 | 20 | Xuống hạng Giải hạng nhì 2012 |

## Lịch thi đấu và kết quả chi tiết
| Nhà \ Khách[1]          | AAG | TBD | SBĐ | XCT | ĐNB | HNC | HCM | HHU | KKG | MNĐ | SGX | BTQ | TQN | FTN |
| An Giang                |     | 4–0 | 1–1 | 3–0 | 3–1 | 2–1 | 1–2 | 1–0 | 2–3 | 2–0 | 1–1 | 4–2 | 1–3 | 2–1 |
| TDC Bình Dương          | 1–3 |     | 1–2 | 1–2 | 1–1 | 1–1 | 2–1 | 1–1 | 2–1 | 2–2 | 1–2 | 2–1 | 1–2 | 2–0 |
| SQC Bình Định           | 3–0 | 0–0 |     | 1–0 | 0–0 | 2–1 | 3–0 | 0–0 | 1–0 | 1–1 | 0–1 | 0–1 | 4–0 | 2–0 |
| XSKT Cần Thơ            | 2–1 | 1–0 | 0–1 |     | 1–0 | 3–2 | 1–0 | 2–3 | 0–1 | 0–0 | 1–1 | 1–0 | 2–2 | 4–2 |
| Đồng Nai Berjaya        | 3–1 | 3–2 | 2–1 | 2–1 |     | 3–1 | 1–3 | 0–0 | 1–2 | 1–1 | 1–3 | 1–1 | 0–0 | 2–0 |
| CLB Hà Nội              | 1–1 | 1–1 | 1–0 | 2–1 | 1–2 |     | 3–1 | 1–0 | 1–1 | 1–1 | 3–4 | 4–3 | 3–0 | 2–0 |
| TP Hồ Chí Minh          | 1–2 | 1–2 | 1–2 | 1–3 | 1–0 | 1–0 |     | 1–1 | 1–1 | 1–0 | 3–3 | 0–0 | 1–1 | 1–1 |
| Huda Huế                | 4–2 | 3–0 | 1–3 | 2–3 | 2–2 | 0–1 | 3–3 |     | 1–2 | 2–2 | 2–3 | 1–3 | 1–2 | 2–1 |
| Kienlongbank Kiên Giang | 5–2 | 3–1 | 0–0 | 1–0 | 3–1 | 2–0 | 0–0 | 2–2 |     | 4–0 | 2–2 | 1–1 | 3–3 | 2–1 |
| Mikado Nam Định         | 3–2 | 2–3 | 1–0 | 4–0 | 0–1 | 0–0 | 2–3 | 3–0 | 0–0 |     | 0–3 | 1–0 | 2–0 | 1–1 |
| Sài Gòn Xuân Thành      | 2–0 | 1–0 | 1–2 | 7–3 | 3–3 | 3–3 | 1–1 | 4–0 | 1–0 | 2–2 |     | 0–0 | 5–1 | 4–2 |
| BHTS Quảng Nam          | 1–2 | 2–1 | 3–0 | 0–1 | 0–0 | 0–0 | 1–1 | 4–0 | 0–2 | 2–1 | 1–6 |     | 1–1 | 1–0 |
| Than Quảng Ninh         | 3–1 | 1–1 | 1–0 | 3–1 | 2–3 | 2–2 | 1–0 | 2–0 | 1–1 | 0–0 | 0–1 | 2–1 |     | 2–1 |
| XM Fico Tây Ninh        | 2–2 | 2–3 | 1–2 | 2–0 | 2–0 | 4–2 | 1–0 | 3–0 | 2–2 | 0–0 | 3–1 | 1–1 | 1–0 |     |

Nguồn: Vietnamese First Division
1 ^ Đội chủ nhà được liệt kê ở cột bên tay trái.
Màu sắc: Xanh = Chủ nhà thắng; Vàng = Hòa; Đỏ = Đội khách thắng.

## Tóm tắt giải đấu
- Chiều ngày 16 tháng 4 năm 2011 Sài Gòn Xuân Thành chính thức vô địch lượt đi trước hai vòng đấu khi thắng Đồng Nai Berjaya 3-1 trên sân khách[4].
- Chiều ngày 12 tháng 7 năm 2011 Sài Gòn Xuân Thành chính thức vô địch Giải bóng đá hạng nhất quốc gia 2011 trước năm vòng đấu khi thắng Xổ số kiến thiết Cần Thơ 7-3 trên sân nhà[5]

## Thông tin nhân sự
- Xổ số kiến thiết Cần Thơ: huấn luyện viên Vũ Quang Bảo từ chức huấn luyện viên trưởng vì lý do sức khoẻ[6]. Huấn luyện viên Huỳnh Ngọc San thay thế ông Bảo làm huấn luyện viên Xổ số kiến thiết Cần Thơ từ 12 tháng 3 năm 2011[7]
- Bảo hiểm Thái Sơn Quảng Nam:huấn luyện viên Nguyễn Mạnh Cường bị cho thôi việc[8]. Ông Trần Vũ làm huấn luyện viên trưởng thay thế ông Nguyễn Mạnh Cường kể từ ngày 19 tháng 3 năm 2011[9]